# Джеймс Матю Бари
Сър Джеймс Матю Бари (на английски: James Matthew Barrie) е шотландски писател, журналист и драматург, автор на пиесата, прераснала в прочутата детска книга „Питър Пан“ (1904).

## Биография
Роден е през 1860 г., в шотландското градче Киримюър. Син на тъкачи. Получава строго домашно възпитание. 
След като завършва Единбургския университет, Бари се установява в Англия.
В живота си Бари преживява няколко големи трагедии. Шестгодишен, той преживява трагично смъртта на брат си, потопила майка му в дълбока скръб. Дълго след това копнее да се върне в щастливото време, когато брат му е бил жив. Бездетният му брак с актрисата Мери Ансел се разпада. Двамата му приятели семейство Дейвис загиват. Той се грижи за петте им деца, но по-късно две от момчетата са убити.

## Творчество
Отначало работи като журналист, впоследствие започва да пише и художествена проза, както и драматургия.
Първият му успешен роман – Идилии – е публикуван през 1888 г. и е посветен на живота му в шотландската провинция. Славата и парите идват няколко години по-късно с драматизацията на Малкият свещеник (1891 г.).
Бари е автор на 35 пиеси, някои от които (например Възхитителният Крайтън – 1902 г.) са социални сатири.
Най-известната му пиеса - Питър Пан (1904 г.) - е поставена, когато авторът е на 44 години, и се основава на приказките, които Бари измисля за петте момчета на своите приятели Артър и Силвия Луелин Дейвис. В тази ранна фентъзи творба, по магически начин момче на име Питър и неговите приятели (изгубените момчета), живеещи в приказна страна, наречена Невърленд (Небивалата земя), успяват да избегнат превръщането си във възрастни и вечно живеят изпълнен единствено с веселия и приключения живот, докато сред тях не се появява и едно момиче - Уенди, която Питър замисля да убеди да стане тяхна майка.